# Marvin Plattenhardt
Marvin Plattenhardt (Filderstadt, 26 januari 1992) is een Duits voetballer die doorgaans als linksback speelt. Hij tekende in mei 2014 bij Hertha BSC, dat een niet bekendgemaakt bedrag voor hem betaalde aan FC Nürnberg. Plattenhardt debuteerde in 2017 in het Duits voetbalelftal.

## Clubcarrière
Plattenhardt speelde in de jeugd voor FC Frickenhausen, FV Nürtingen, SSV Reutlingen. Op 16-jarige leeftijd sloot hij zich aan bij de jeugd van FC Nürnberg. Op de 33e speeldag van het seizoen 2013/13 maakte hij zijn eerste doelpunt in de Bundesliga, tegen Fortuna Düsseldorf. Hij maakte het winnende doelpunt in een wedstrijd die in 1–2 eindigde.

## Interlandcarrière
In een vriendschappelijke interland op 6 juni 2017 tegen Denemarken (1–1 gelijkspel) maakte Plattenhardt zijn debuut in het Duits voetbalelftal. Twee weken later nam hij met Duitsland deel aan de FIFA Confederations Cup 2017, die werd gewonnen door in de finale Chili te verslaan (1–0). Plattenhardt maakte eveneens deel uit van de Duitse selectie, die onder leiding van bondscoach Joachim Löw deelnam aan de WK-eindronde 2018 in Rusland. Daar werd Die Mannschaft voortijdig uitgeschakeld. De ploeg strandde in de groepsfase, voor het eerst sinds het wereldkampioenschap 1938, na nederlagen tegen Mexico (0–1) en Zuid-Korea (0–2). In groep F werd alleen van Zweden (2–1) gewonnen, al kwam die zege pas tot stand in de blessuretijd. Plattenhardt speelde mee in een van de drie groepswedstrijden, maar werd voortijdig naar de kant gehaald.
| Interlands van Marvin Plattenhardt voor Duitsland | Interlands van Marvin Plattenhardt voor Duitsland | Interlands van Marvin Plattenhardt voor Duitsland | Interlands van Marvin Plattenhardt voor Duitsland | Interlands van Marvin Plattenhardt voor Duitsland | Interlands van Marvin Plattenhardt voor Duitsland | Interlands van Marvin Plattenhardt voor Duitsland |
| №                                                 | Datum                                             | Wedstrijd                                         | Uitslag                                           | Soort wedstrijd                                   | Doelpunten                                        |                                                   |
| Als speler bij Hertha BSC                         | Als speler bij Hertha BSC                         | Als speler bij Hertha BSC                         | Als speler bij Hertha BSC                         | Als speler bij Hertha BSC                         | Als speler bij Hertha BSC                         | Als speler bij Hertha BSC                         |
| ------------------------------------------------- | ------------------------------------------------- | ------------------------------------------------- | ------------------------------------------------- | ------------------------------------------------- | ------------------------------------------------- | ------------------------------------------------- |
| 1.                                                | 6 juni 2017                                       | Denemarken – Duitsland                            | 1 – 1                                             | Vriendschappelijk                                 |                                                   |                                                   |
| 2.                                                | 10 juni 2017                                      | Duitsland – San Marino                            | 7 – 0                                             | Kwalificatie WK 2018                              |                                                   |                                                   |
| 3.                                                | 25 juni 2017                                      | Kameroen – Duitsland                              | 3 – 1                                             | Confederations Cup 2017                           |                                                   |                                                   |
| 4.                                                | 5 oktober 2017                                    | Noord-Ierland – Duitsland                         | 1 – 3                                             | Kwalificatie WK 2018                              |                                                   |                                                   |
| 5.                                                | 14 november 2017                                  | Duitsland – Frankrijk                             | 2 – 2                                             | Vriendschappelijk                                 |                                                   |                                                   |
| 6.                                                | 27 maart 2018                                     | Duitsland – Brazilië                              | 0 – 1                                             | Vriendschappelijk                                 |                                                   |                                                   |
| 7.                                                | 17 juni 2016                                      | Duitsland – Mexico                                | 0 – 1                                             | WK 2018                                           |                                                   |                                                   |

Bijgewerkt op 29 september 2018.

## Erelijst
| Europees kampioen –17 | 1x | 2009 |

1 Ernst ·
5 Bouchalakis ·
6 Demme ·
7 Niederlechner ·
8 Sessa ·
9 Prevljak ·
10 Maza ·
11 Reese ·
12 Smarsch ·
14 Hussein ·
16 Kenny ·
18 Schuler ·
19 Dudziak ·
20 P. Dárdai ·
22 Winkler ·
24 Þorsteinsson ·
25 Brooks ·
26 Christensen ·
27 Cuisance ·
31 M. Dárdai ·
33 Karbownik ·
35 Gersbeck ·
37 Leistner  ·
39 Scherhant ·
41 Klemens ·
42 Zeefuik ·
44 Gechter ·
Coach: Fiél
1 Trapp ·
2 Mustafi ·
3 Hector ·
4 Ginter ·
5 Plattenhardt ·
6 Henrichs ·
7 Draxler  ·
8 Goretzka ·
9 Wagner ·
10 Demirbay ·
11 Werner ·
12 Leno ·
13 Stindl ·
14 Emre Can ·
15 Younes ·
16 Rüdiger ·
17 Süle ·
18 Kimmich ·
20 Brandt ·
21 Rudy ·
22 Ter Stegen ·
Coach: Löw
1 Neuer  ·
2 Plattenhardt ·
3 Hector ·
4 Ginter ·
5 Hummels ·
6 Khedira ·
7 Draxler ·
8 Kroos ·
9 Werner ·
10 Özil ·
11 Reus ·
12 Trapp ·
13 Müller ·
14 Goretzka ·
15 Süle ·
16 Rüdiger ·
17 Boateng ·
18 Kimmich ·
19 Rudy ·
20 Brandt ·
21 Gündoğan ·
22 Ter Stegen ·
23 Gómez ·
Coach: Löw